# Un Messico napoletano
Un Messico napoletano è romanzo di Peppe Lanzetta scritto nel 1994 e pubblicato da Feltrinelli.

## Trama
Napoli, anni '90: Anna "la Rossa" è una diciannovenne che ha solo due rigide alternative per la propria vita: o diventare una donna come sua madre, rovinata da anni di miseria e da numerosi figli, oppure una prostituta. Cerca così di sfogare le sue frustrazioni in rapporti sessuali occasionali. Finirà però per essere travolta da una serie di tragici eventi nel tentativo di vendicare l'uccisione del fidanzato Marco, distrutto dall'eroina e costretto negli ultimi tempi a sopravvivere di spacci e piccole truffe.

## Edizioni
- Peppe Lanzetta, Un Messico napoletano, Feltrinelli, marzo 1994,  p. 128.
- Peppe Lanzetta, Un Messico napoletano, Feltrinelli.
- Peppe Lanzetta, Un Messico napoletano, Feltrinelli, gennaio 1998,  p. 126.
- Peppe Lanzetta, Un Messico napoletano, Feltrinelli, 2003.